# Rhodocleptria bernaldezina
Rhodocleptria bernaldezina là một loài bướm đêm trong họ Noctuidae.